# Бельгранодойч
Бельгранодойч (нім. Belgranodeutsch, Belgrano-Deutsch) — мова, утворена на основі змішування німецької та іспанської мов. Є рідною для нащадків німецьких переселенців в столиці Аргентини Буенос-Айресі. Назва «бельгранодойч» мова отримала завдяки району Бельграно, де в середині XX століття проживала німецькомовна діаспора — велика частина всіх німецьких емігрантів Аргентини. У цьому ж районі знаходяться школи Песталоцці і Гете. Мова існує на сьогоднішній день, але має обмежене ходіння.
Загалом мова підпорядковується правилам німецької морфології, хоча має у своєму словниковому фонді безліч коренів іспанського походження. Ці корені легко підлаштовуються під словотворчі моделі німецької мови, беручи німецькі афікси. З цього погляду бельгранодойч схожий на денглиш або спанглиш.

## Приклади використання
- Leihst du mir mal deine goma? В даному реченні вжито слово goma, яке відповідає німецькому Radiergummi.
- Traducierst du das mal? То ж, іспанське traducir в німецькому відповідає слову übersetzen.
- Ich afeitiere mich jetzt. У даному випадку дієслово afeitarse, який відповідає німецькому дієслова sich rasieren, вживається згідно з правилами відмінювання (зворотних) дієслів в німецькій мові (1-а особа, однина).